# Kate Walker (personaggio)
Kate Walker è un personaggio immaginario creato dal fumettista belga Benoît Sokal.
È il personaggio controllato dal giocatore, in terza persona, nella serie di videogiochi composta da Syberia, Syberia II ,Syberia III e Syberia: The World Before, sviluppata dall'azienda francese Microïds.

## Storia
Kate Walker è un'affascinante ragazza nata alla fine del 1972 a New York City. Non sappiamo molto della sua vita privata. Ha passato l'infanzia nel New Jersey insieme a sua madre, Sarah. Suo padre, Richard, è morto quando era una bambina. Spesso la madre, quando la rimprovera, la definisce "testarda come lui". Nel 2002 la madre si mette insieme a un famoso cantante lirico russo, Franck Malcovitch.
Negli anni '90 ha probabilmente iniziato i suoi studi per diventare avvocato, e dopo essersi laureata, ha iniziato intorno ai 28-29 anni a lavorare nello studio legale Marson&Lormont. Qui lavorano anche il suo fidanzato, Dan Foster, e la sua migliore amica, Olivia Parker. Kate è una ragazza ottimista, testarda e molto determinata; ha una promettente carriera da avvocato davanti a sé: tra il 2001 e il 2002, lo studio legale rappresenta una potente multinazionale americana, la Universal Toys' Company, che deve completare l'acquisto di una vecchia fabbrica di automi; Kate viene mandata nella cittadina francese di Valadilène per far firmare gli ultimi documenti alla proprietaria della fabbrica, Anna Voralberg, che però muore la sera prima. Il suo notaio le rivela che c'è un erede, il fratello Hans, creduto morto da anni, la cui firma è necessaria per completare l'acquisto. Kate visita la fabbrica abbandonata, dove trova l'automa di ultima generazione Oscar, pilota di una locomotiva (progettata da Hans stesso) ferma in stazione; la ragazza decide prendere il mezzo sperando che la porti al suo creatore.
Kate viaggia di stazione in stazione, imbattendosi nelle straordinarie creazioni di Hans e nelle persone che lo hanno conosciuto, ripercorrendo le sue stesse tappe e scoprire le ragioni per cui l'uomo ha scelto di lasciare Valadilène per spingersi verso Est. Dopo aver vissuto una serie di avventure, Kate incontra Hans Voralberg, al quale fa firmare il documento di compravendita. L'anziano le offre di venire con lui, ma la ragazza inizialmente rifiuta. Kate però capisce che questo viaggio l'ha cambiata, la sua vita non è più a New York, per cui torna indietro per prendere il treno insieme ad Hans. Il suo capo e sua madre però non accettano questo fatto e assumono un investigatore, Nic Cantin, per riportarla a casa.
Kate vive una nuova serie di avventure e di disavventure, finché non raggiungerà la mitica isola di Syberia insieme all'amico Hans Voralberg, che se ne va in groppa a un mammut. A quel punto, Kate decide di lasciare l'isola e verrà ritrovata qualche tempo dopo su un'imbarcazione alla deriva da una carovana Youkol, per poi rimanere in coma per circa un mese nella clinica di Valsembor. Kate riesce a lasciare la clinica e decide di aiutare gli Youkol a raggiungere le Terre Sacre, sentendosi in debito con loro. Il loro percorso verrà ostacolato da un perfido colonnello e dalla dottoressa Olga Efimova (che vogliono che gli Youkol diventino un popolo civile), oltre a Cantin, che la rapisce due volte nel tentativo di riportarla negli Stati Uniti, dove è accusata di appropriazione indebita e di omicidio. Kate riesce (a sue spese) a salvare gli Youkol, per poi essere portata via da Olga e il Colonnello verso una destinazione sconosciuta. Kate viene quindi imprigionata in un gulag e costretta ai lavori forzati per più di un anno: qui riceve la notizia che sua madre è morta mentre lei era prigioniera. La ragazza decide quindi di fuggire, e nella fuga trova il ritratto di una ragazza che sembra assomigliarle particolarmente. Sceglie di indagare sulla ragazza basandosi con i soli indizi che ha a disposizione, per poi scoprire che si tratta della sua nonna biologica.